# Chapelle L'Emmanuel de La Courneuve
La Chapelle l'Emmanuel est une chapelle catholique, située place Georges-Braque à la Courneuve (Seine-Saint-Denis). Elle est dédiée à l'Emmanuel, autre nom du Christ. Elle est desservie par les Fils de la charité.

## Architecture
C'est un bâtiment rectangulaire présentant un toit à deux versants.
Elle est ornée d'une toile représentant La Vierge à l'Enfant avec saint Joseph, copiant une gravure de Philippe Thomassin d'après Martin Fréminet. Cette toile est classée au titre objet depuis 1979.
La chapelle a été restaurée en 2016.

## Paroisse

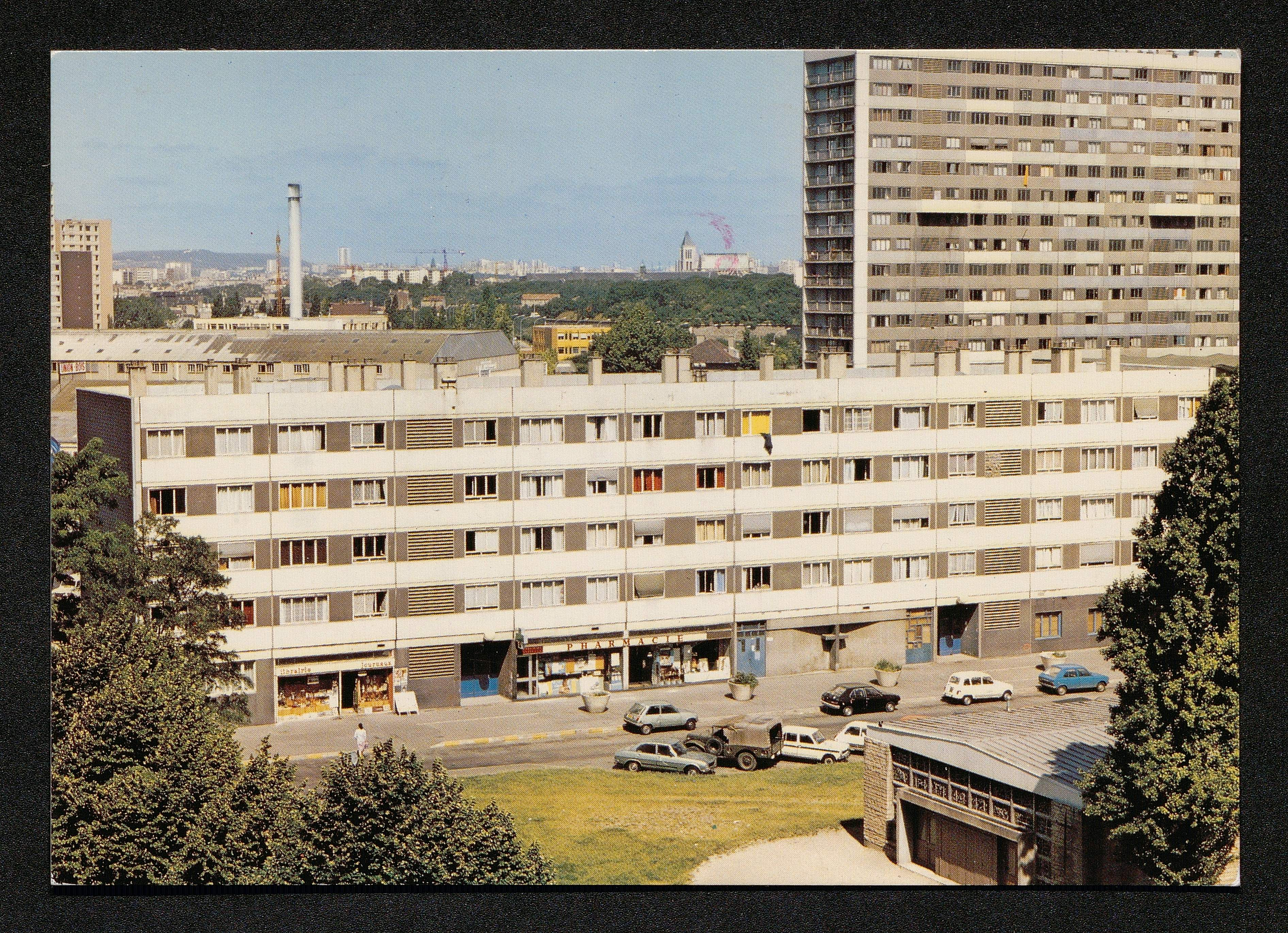
Au premier plan à droite, se trouve la chapelle de L'Emmanuel. Au fond, la cité Georges-Braque et la barre Renoir.

Avec l'église Saint-Lucien et l'église Saint-Yves des Quatre-Routes, elle est un des trois lieux de culte catholiques de La Courneuve.
Elle a été édifiée en 1961-1962, lorsque les grands ensembles de la nouvelle Cité des 4000 ont été construits.